# Brimidius laevicollis
Brimidius laevicollis är en skalbaggsart som först beskrevs av Aurivillius 1908.  Brimidius laevicollis ingår i släktet Brimidius och familjen långhorningar. Inga underarter finns listade.